# Paul Baignères
Pour les articles homonymes, voir Baignères.
Paul Louis Baignères, né le 14 novembre 1869 à Paris (9e arrondissement) et mort le 7 octobre 1945 à Fontainebleau, est un peintre, illustrateur et décorateur français.

## Biographie
Paul Louis Baignères est le fils d'Arthur Baignères (1834-1913), homme de lettres et critique d'art, et de la salonnière Charlotte Baignères, née Borel. Il est le neveu de la salonnière Laure Baignères et le cousin germain de Jacques Baignères, ami de Marcel Proust. Fréquentant avec son cousin les courts de tennis de l'ouest parisien, il aurait participé au premier championnat de France de tennis en 1891.
Il fait ses études au lycée Condorcet, comme Proust et Jacques Baignères, et souhaite se tourner vers la peinture. Sa mère essaye de l'obliger à préparer le concours de Polytechnique, mais il abandonne assez rapidement.
Il étudie avec Léon Bonnat et Henri Gervex. C'est à cette époque qu'il fait la connaissance de Maxime Dethomas (avec lequel il travaillera plus tard comme décorateur), d'Ignacio Zuloaga et de Gustave Leheutre.
Il est ensuite accepté dans l'atelier de Gustave Moreau, aux Beaux-Arts, où il se lie d'amitié avec Henri Evenepoel et Georges Rouault et où il a aussi pour condisciples Matisse, Albert Marquet ou Simon Bussy.
Il s'engage en 1914, ce qui lui vaut la Légion d'honneur et la Croix de guerre.
Il a peint des portraits et des paysages, ainsi que des scènes de genre. Il a exposé au Salon des indépendants, au Salon des Tuileries et au Salon d'Automne. Il a illustré plusieurs livres et a eu une certaine réputation comme décorateur.
Il se marie en 1900 avec Jeanne Stieldorff. Son fils, Jean Baignères (1902-1982), après avoir été cadre dans diverses entreprises, ouvre en 1944 une petite galerie au 142, boulevard Saint-Germain. Plus tard, il renonce à sa galerie et organise des expositions dans différents pays d'Europe et jusqu'à New York.

## Œuvres
- La femme aux giroflées (1910), Paris, Musée d'Orsay[6].
- Femme nue assise, Paris, Musée d'Orsay[6].
- Portrait de femme (1895), Paris, Musée d'Orsay[6].
- Madame Édouard Goüin
- Intérieur, huile sur toile, Belfort, musée d'Art et d'Histoire
- Nu au miroir, gouache sur toile, Belfort, musée d'Art et d'Histoire
- Paysage à Saint-Elix, vers 1930 huile sur toile, Belfort, musée d'Art et d'Histoire

Il a peint des portraits de Marcel Proust (en 1892 et 1893), de son cousin Jacques Baignères.

## Distinctions
- Chevalier de la Légion d'honneur (à titre militaire).
- Croix de guerre 1914–1918.